# Anton Fran Wagner
Anton Fran Wagner, slovenski lekarnar in politik, * 1712 (Wiener Neustadt), † 1782, Ljubljana.
Wagner je bil župan Ljubljane je bil med letoma 1774 in 1782.